# فرنسيسكو مورينو
فرنسيسكو مورينو (بالإسبانية: Francisco Pascasio Moreno)‏ هو عالم طيور وعالم الإنسان وأحيائي ومستكشف وسياسي أرجنتيني، ولد في 31 مايو 1852 في بوينس آيرس في الأرجنتين، وتوفي بنفس المكان في 22 نوفمبر 1919. انتخب عضو مجلس النواب في الأرجنتين.